# Antonín Rýdl
Antonín Rýdl, vlastním jménem Antonín František Riedl, (10. ledna 1885 Merklín – 3. března 1960 Praha) byl český herec a divadelní režisér.

## Život
Byl druhorozeným synem řezníka a hostinského Jana Riedla v Chudenicích u Klatov, kam se početná rodina přestěhovala krátce po jeho narození z Merklína. Vzhledem k neutěšeným hmotným poměrům nedostudoval plzeňskou reálku (zde nabyl první zkušenosti s ochotnickým divadlem), nedokončil ani vyučení v otcově živnosti a v únoru 1905 se bez vědomí rodičů v Humpolci na rok připojil ke kočovné společnosti Františka Šípka. V letech 1906–1914 pak vystřídal další cestující divadelní soubory (J. Tuttr, V. Suk, R. Morávek), s výjimkou roku 1911, kdy získal angažmá v Městském divadle v Plzni u Vendelína Budila. Jeho další divadelní práci přerušila první světová válka, kterou prožil na italské frontě, po vážném zranění (1916) jako rekonvalescent dosloužil zbytek válečných let u zásobování. 
Po demobilizaci se vrátil k umělecké práci u ředitele a režiséra Václava Jiřikovského v nově vzniklém ostravském NDMS (herec, režisér 1919–1922,1924–1937), společně se svou manželkou, hereckou kolegyní Marií Lierovou-Rýdlovou (sňatek 1922), byli v letech 1922/1923 angažováni v bratislavském Slovenském národním divadle a jednu sezonu (1923/1924) v pražském Divadle Komedia, které v roce 1923 založil bulvární spisovatel a podnikatel Felix Achille de la Cámara. Na pozvání druhého ředitele NDMS Františka Uhlíře se v roce 1924 oba vrátili do Ostravy. Zde pokračoval v herecké i režijní práci až do počátku sezony 1936/1937, kdy se na základě vlastního rozhodnutí dal penzionovat.
Za války žil zprvu v Praze, od roku 1944 spolu s manželkou v Chudenicích, v květnových porevolučních dnech patřil spolu s režiséry Janem Škodou a Karlem Paloušem, výtvarníkem Janem Sládkem a sedmi bývalými ostravskými herci k zakládajícím členům smíchovského Realistického divadla (od 1946 Realistického divadla Zdeňka Nejedlého), v němž hrál až do svého definitivního odchodu na odpočinek (1. 1. 1958). Tehdy již byl jeho život ohrožen vážnou chorobou (rakovina jícnu), jíž podlehl v březnu 1960. Po celou dobu své profesní kariéry byl uznáván především jako všestranný představitel charakterních rolí různých žánrů, jeho realistické herectví se vyznačovalo uměleckou osobitostí i uplatňováním vlastního tvůrčího přístupu v jejich jevištní realizaci.
Vedle herecké, režijní a příležitostné scénografické divadelní práce našel od roku 1929 uplatnění také v ostravském rozhlasu (režisér a scenárista zábavných pořadů, autor dobově úspěšného seriálu Vojkovičtí a přespolní podle literárních předloh spisovatele Vojtěcha Rakouse, v němž hlavní roli Rezinky ztvárnila Marie Rýdlová), spolupracoval s ochotníky a v pražském období se herecky podílel na vzniku šesti filmů jako představitel vesměs epizodních rolí, s výjimkou rozsahem větší postavy otce titulní hrdinky obecního pastýře Jakuba ve vesnickém dramatu režiséra Vladimíra Čecha podle povídky Boženy Němcové Divá Bára (1949). Ke svým sedmdesátinám byl jmenován zasloužilým umělcem (1955).

## Divadelní role, výběr

### Národní divadlo moravsko-slezské Ostrava
- 1919 L. Stroupežnický: Na valdštejnské šachtě, Patera, režie Alexandr Kantor
- 1919 F. X. Svoboda: Poslední muž, Bečvář, režie František Uhlíř
- 1920 A. Jirásek: Gero, kníže Tugomír, režie Karel Černý
- 1921 E. Bozděch: Baron Goertz, Ribbing, režie Antonín Rýdl
- 1921 K. Čapek: R. U. R., robot Radius, režie Václav Jiřikovský
- 1924 G. B. Shaw: Svatá Jana, Inkvizitor, režie Karel Prox
- 1926 F. M. Dostojevskij, J. Copeau, J. Croué (dramatizace): Bratři Karamazovi, Smerďakov, režie Jaroslav Skála
- 1927 G. B. Shaw: Androkles a lev, titulní role, režie Miloš Nový
- 1927 Molière: Lakomec, La Flèche, režie Alexandr Kantor
- 1928 W. Shakespeare: Sen noci svatojánské, Poříz, režie Miloš Nový
- 1928 K. Čapek: Loupežník, Profesor, režie František Paul
- 1929 F. Langer: Obrácení Ferdyše Pištory, starý Pištora, režie Antonín Rýdl
- 1930 László Fodor: Chudá jako kostelní myš, Schünzl, režie František Paul
- 1932 W. Shakespeare: Večer tříkrálový, Zmrzlík, režie Jan Škoda
- 1932 Božena Viková-Kunětická: Přítěž, Kajlík, režie Antonín Rýdl
- 1933 V. K. Klicpera: Divotvorný klobouk, Pohořalský, režie Jan Škoda
- 1933 F. Langer: Andělé mezi námi, Lysák, režie Jan Škoda
- 1934 J. K. Tyl: Fidlovačka, Živeles, režie František Paul
- 1936 Gaston Armand de Cailavet, Robert de Flers, Étienne Rey: Rozkošná příhoda, Fouques, režie Jiří Myron

### Realistické divadlo Praha
- 1945 F. V. Jeřábek: Služebník svého pána, Drobeček, režie Jan Škoda
- 1945 Molière: Don Juan, František, režie Jan Škoda
- 1945 J. Steinbeck: O myších a lidech, Candy, režie Karel Palouš
- 1946 W. Shakespeare: Veselé paničky windsorské, Bardolf, režie Jan Škoda
- 1946 Fedor F. Knorre: Setkání v noci, Vozdviženský, režie Karel Palouš
- 1946 George Simon Kaufmann, Moss Hart: Přišel na večeři, Dr. Bradley, režie Ota Ornest

### Realistické divadlo Zdeňka Nejedlého Praha
- 1946 E. O'Neill: Farma pod jilmy, starý farmář, režie Karel Palouš
- 1947 Petar Petrović: Osudný liják, Marko Marić, režie Karel Palouš
- 1948 Alexander Fredro: Dámy a husaři, Řehoř, režie Ota Ornest
- 1949 M. Gorkij: Nepřátelé, Jagodin, režie Jan Škoda
- 1949 A. Jirásek: Jan Roháč, Aleš Vřešťovský z Risenburka, režie Karel Palouš (ve stejné roli v obnovené premiéře 1950)
- 1950 A. Jirásek: Lucerna, vodník Ivan, režie Karel Palouš
- 1951 N. V. Gogol: Revizor, Abdulin, režie Karel Palouš
- 1953 A. N. Ostrovskij: Les, Karp, režie Karel Palouš
- 1954 K. M. Simonov: Dobré jméno, starší muž, režie Eva Šmeralová
- 1955 J. K. Tyl: Jan Hus, páter Blažej, režie Karel Palouš
- 1956 F. Pavlíček: Chtěl bych se vrátit, Materna, režie Karel Palouš
- 1957 S. O'Casey: Rudé růže pro mne, Samuel, režie Karel Palouš

### Městské divadlo v Plzni
- 1946 J. Kvapil: Princezna Pampeliška, Přítel (j. h.), režie Zdena Cinková

## Divadelní režie, výběr

### Národní divadlo moravsko-slezské Ostrava
- 1921 V. K. Klicpera: Žižkův meč
- 1921 E. Bozděch: Baron Goertz
- 1922 H. Ibsen: Divoká kachna (spolurežisér Václav Jiřikovský)
- 1922 I. Olbracht: Pátý akt
- 1924 John Hartley Manners: Peg mého srdce
- 1924 R. Jesenská: Devátá louka (další nastudování v režii A. Rýdla 1933)
- 1925 Ivo Vojnović: Smrt matky Jugovičů
- 1925 Henry Hubert Davies: Zdravá nemocná
- 1925 V. Sardou: Madame Sans-Gêne
- 1925 F. Langer: Periférie
- 1925 J. Hilbert: Druhý břeh
- 1925 K. Čapek: R. U. R.
- 1926 G. B. Shaw: Živnost paní Warrenové
- 1926 F. Sokol-Tůma: Pasekáři
- 1927 A. Jirásek: Lucerna (obnovená premiéra 1930)
- 1929 F. Langer: Obrácení Ferdyše Pištory
- 1929 J. M. Barrie: Maminka
- 1932 F. X. Svoboda: Poslední muž
- 1932 I. Herrmann, Růžena Pohorská: Kondelík a Vejvara
- 1932 Růžena Vítková-Kunětická: Přítěž
- 1934 O. Scheinpflugová: Madla z cihelny
- 1934 Marie Příleská: I člověk spravedlivý

### Slovenské národní divadlo Bratislava
- 1922 Petar Petrović: Liják
- 1922 F. X. Svoboda: Čekanky

### Divadlo Komedia Praha
- 1923 J. Mahen: Ulička odvahy

## Filmografie
- 1947 Tři kamarádi (role neurčena)
- 1949 Divá Bára (Jakub)
- 1950 Racek má zpoždění (role neurčena)
- 1955 Z mého života (role neurčena)
- 1956 Nezlob, Kristino! (dědeček s bolavým kolenem)
- 1957 Bomba (hlídač)